# プラハ - ルドナー・ウ・プラヒ - ベロウン線
プラハ - ルドナー・ウ・プラヒ - ベロウン線（チェコ語: Železniční trať Praha – Rudná u Prahy – Beroun）は、チェコ鉄道の鉄道線の名称である。路線番号は173。
プラハ～ルドナー間は、1873年にプラハ・ドゥフツォフ鉄道によって開業した。その後、帝立王立国有鉄道に移管され、残りのルドナー～ベロウン間が1897年に開業した。元々はプラハとモスト・テプリツェなど北方を結ぶ路線であったが、現在その役割は090号線が担っており、こちらはプラハの近郊輸送を担っている。また、プラハ～ベロウン間を最短距離で結ぶ路線であるが、並行する171号線と比べて最高速度が低いため、所要時間が長い。

## 運行形態

### 定期列車
- プラハ・スミーホフ - ヌチツェ停留所 ( - ベロウン)
全て各駅停車。プラハ・スミーホフ～ヌチツェ停留所間の区間運行が中心で、1時間に1本程度運行している。うち約半数がベロウンまで運行される。
過去の運行形態
2016年以前は、ヌチツェ駅 - ベロウン間は一日あたり平日7往復・休日6往復と本数が少なく、特に平日は早朝・午後に集中しているため午前中6～7時間運行されない時間帯があった。また、全列車スミーホフ駅発着であった。
2016年末に、ヌチツェ停留所以西が2時間に1本の運行となった。
2018年末に、土曜・休日に限り、深夜の一日1往復が171号線に乗り入れ、プラハ本駅に直通する様になった。

### 臨時列車
- ラコヴニツキー・リフリーク号：　プラハ本駅 → ザーヴォヂー → ラコヴニーク　【春・夏の休日運行】
一日片道1本運行する。ザーヴォヂー以西は174号線に直通する。スミーホフ - ザーヴォヂー間ノンストップ。
2024年より運行を開始した。

- 「フルバターとセンメリングで」イベント列車：　スミーホフ → ルドナー → ホスチヴィツェ → スミーホフ
年に4日、一日片道2本のみの運行。ルドナー以北は122号線に直通する。2019年度は、ルジェポリイェのみに停車していた。

## 駅一覧
以下では、チェコ国鉄173号線の駅と営業キロ、停車列車、接続路線などを一覧表で示す。なお、全て各駅停車である。
| 路線名 | 駅名                       | 駅間営業キロ | 累計営業キロ       | 累計営業キロ      | 接続路線                                      | 所在地         | 所在地     |
| ------ | -------------------------- | ------------ | ------------------ | ----------------- | --------------------------------------------- | -------------- | ---------- |
| 173    | プラハ・スミーホフ駅       | -            | スミーホフから 0.0 | ベロウンから 33.1 | 122号線、170号線、171号線、230号線、地下鉄B線 | プラハ市       | プラハ市   |
| 173    | フルボチェピ駅             | 4.1          | 4.1                | 29.0              |                                               | プラハ市       | プラハ市   |
| 173    | ホリニェ駅                 | 3.1          | 7.2                | 25.9              |                                               | プラハ市       | プラハ市   |
| 173    | ルジェポリイェ駅           | 3.1          | 10.3               | 22.8              |                                               | プラハ市       | プラハ市   |
| 173    | ズブザニ駅                 | 2.1          | 12.4               | 20.7              |                                               | 中央ボヘミア州 | 西プラハ郡 |
| 173    | イノチャニ駅               | 1.4          | 13.8               | 19.3              |                                               | 中央ボヘミア州 | 西プラハ郡 |
| 173    | ルドナー・ウ・プラヒ駅     | 2.1          | 15.9               | 17.2              | 122号線                                       | 中央ボヘミア州 | 西プラハ郡 |
| 173    | ルドナー・ウ・プラヒ停留所 | 0.8          | 16.7               | 16.4              |                                               | 中央ボヘミア州 | 西プラハ郡 |
| 173    | ヌチツェ駅                 | 1.5          | 18.2               | 14.9              |                                               | 中央ボヘミア州 | 西プラハ郡 |
| 173    | ヌチツェ停留所             | 1.6          | 19.8               | 13.3              |                                               | 中央ボヘミア州 | 西プラハ郡 |
| 173    | ロヂェニツェ駅             | 4.4          | 24.2               | 8.9               |                                               | 中央ボヘミア州 | ベロウン郡 |
| 173    | ヴラージ・ウ・ベロウナ駅   | 3.3          | 27.5               | 5.6               |                                               | 中央ボヘミア州 | ベロウン郡 |
| 173    | ベロウン・ザーボヂー駅     | 4.0          | 31.5               | 1.6               | 174号線                                       | 中央ボヘミア州 | ベロウン郡 |
| 174    | ベロウン駅                 | 3.6          | 33.1               | 0.0               | 170号線、171号線                              | 中央ボヘミア州 | ベロウン郡 |